# Daphne Brooker
Pour les articles homonymes, voir Brooker.
Daphne Elizabeth Brooker (née Beacon le 8 juin 1927 et morte le 2 février 2012) était un mannequin britannique, une costumière, professeure à l'Université de Kingston pendant une décennie,.

## Éducation
Elle est née à l'Ormond Maternity Home au 29 Blantyre Street à Chelsea quartier de Londres, l'aînée et seule fille de Charles Beacon, chauffeur, et de son épouse, Mabel Elizabeth Beacon, née Mann (1891-1972), qui vivaient à Battersea à l'époque. Elle a grandi et a fait ses études à Kingston upon Thames dans le Surrey, sa famille y ayant déménagé à l'âge de cinq ans. Elle fait ses études à la Kingston School of Art (nommée par la suite Université Kingston) de 1941 à 1945, suivie du Royal College of Art (RCA), où elle a reçu un diplôme en design en 1948.

## Carrière
Daphne Brooker est apparu sur la couverture de Vogue en 1952 et plusieurs fois dans le magazine notamment photographiée par Cecil Beaton, Anthony Denney ou Norman Parkinson. Elle travaille ensuite comme costumière avant d'enseigner à la Walthamstow School of Art où ses élèves comptaient James Wedge, Marion Foale, Sally Tuffin, Ken Russell ou Ian Dury. En 1962, Daphne Brooker a rejoint le Kingston College of Art (Université Kingston) en tant que conférencière puis professeur en 1981et dont elle a pris sa retraite en 1992. Ses élèves y comprenaient les designers John Richmond, Richard Nott, Soozie Jenkinson, Helen Storey, la costumière Jane Hartley ou Glenda Bailey,.

## Vie privée
Le 21 juillet 1948, au Battersea Register Office, elle a épousé Maxwell Gervase Anderson Brooker (1927-2008), alors sous-lieutenant du Royal Army Education Corps devenu artiste par la suite et ils eurent une fille nommée Caroline Sarah Brooker (née en 1956). Le couple vivait dans une maison à Canonbury à Islington, au nord de Londres. Brooker est décédée à l'University College Hospital le 2 février 2012, d'une bronchopneumonie et d'une leucémie lymphoïde chronique.